# Mohamed Gharib Bilal
Mohamed Gharib Bilal (Sultanaat Zanzibar, 6 februari  1945) is een Tanzaniaans kernfysicus, politicus en voormalig vicepresident van Tanzania. 
Bilal studeerde natuurkunde en wiskunde aan de Howard-universiteit in Washington. Hij behaalde vervolgens een master- en een doctorsgraad in de natuurkunde aan de Universiteit van Californië - Berkeley. In 1976 werd Bilal benoemd als docent aan de Universiteit van Dar es Salaam. In 1983 werd hij hoofd van de kernfysica-afdeling van de universiteit. Van 1988 tot 1990 was hij decaan van de wetenschapsfaculteit.
Bilal was van 1990 tot 1995 permanent secretaris bij het Tanzaniaanse ministerie van Wetenschap, Technologie en Hoger Onderwijs. Van 1995 tot 2000 was Bilal eerste minister van Zanzibar en van 2010 tot 2015 was hij vicepresident van Tanzania.